# Аглі (Ляенемаа)
А́глі (ест. Ahli küla) — колишнє село в Естонії, у волості Рідала повіту Ляенемаа.

## Населення
Чисельність населення в 1989 році становила 95 осіб.

## Історія
1998 року село Аглі було ліквідовано після його поділу на села Сууре-Аглі («Велике Аглі») та Вяйке-Аглі («Мале Аглі»).